# Nicole van Nierop
Nicole van Nierop (* 1980 in Eindhoven, Niederlande) ist eine niederländische Schauspielerin und Drehbuchautorin.

## Karriere
Bereits als Kind schlüpfte sie in kleinere Rollen, richtig professionell wurde die Schauspielerei jedoch erst nach ihrem Abitur: Sie ging nach Australien um Englisch zu studieren und wurde zudem im Theater von Rockhampton, Queensland aufgenommen.
Nach knapp zwei Jahren kehrte van Nierop in die Niederlande zurück. 2002 wurde sie zunächst durch ihre Hauptrolle in dem Kurzfilm Paradiso bemerkt. Der Kurzfilm wurde für das Tuschinski Film Award nominiert.
2006 spielte sie eine kleine Rolle in dem Film Wild Romance von Herman Brood. Im niederländischen Fernsehen spielte van Nierop Gastrollen in den Serien Intensiv Care (Intensivstation), Russen und Grijpstra & De Gier.
Ihren Durchbruch schaffte sie mit der Rolle der Manuela van Grunsven (eine hochschwangere, alleinerziehende Mutter von zwei Kindern, die an der Kasse im Supermarkt arbeitet), in der Fernsehserie New Kids und dem Kinofilm New Kids Turbo. Der Film stellte in den Niederlanden den Rekord für den größten Umsatz an einem Premierentag auf.
Des Weiteren schreibt sie Drehbücher für Kurzfilme und führt auch bei diesen selbst Regie. 
Im niederländischen Fernsehen ist sie zeitweise in diversen Werbespots zu sehen.
Im April 2010 veröffentlichte sie ihr Buch Ik houd van u bij.

## Privates
Nicole van Nierop wuchs im niederländischen Eindhoven auf, später zog sie nach Amsterdam. Sie lebt in einer Partnerschaft mit Richard Pama.
Mit Freunden spielt sie in einer Theatergruppe.